# Distictis
Distictis é um género botânico pertencente à família Bignoniaceae.

## Sinonímia
Macrodiscus, Phaedranthus

### Espécies
Apresenta 28 espécies:
Distictis angustifolia Distictis arthrerion Distictis buccinatoria
Distictis buccinatorium Distictis cinerea Distictis crassa
Distictis elongata Distictis glaziovii Distictis gnaphalantha
Distictis granulosa Distictis guianensis Distictis kochii
Distictis lactiflora Distictis laxiflora Distictis mansoana
Distictis mensoana Distictis occidentalis Distictis pulverulenta
Distictis racemosa Distictis rhynchocarpa Distictis rigescens
Distictis robinsoni Distictis rosea Distictis rovirosana
Distictis scabriuscula Distictis staminea Distictis steyermarkii
Distictis stipularis Distictis Hybriden